# Giải bóng đá hạng tư quốc gia Cộng hòa Síp 1988–89
Giải bóng đá hạng tư quốc gia Cộng hòa Síp 1988–89 là mùa giải thứ tư của giải bóng đá hạng tư Cộng hòa Síp. Giải đấu được chia thành 4 bảng. Các đội vô địch:
- Bảng A: AEK Kythreas
- Bảng B: APEP Pelendriou
- Bảng C: Enosis Neon Ayia Napa
- Bảng D: Apollon Lympion

Bốn đội thắng cuộc đá các trận playoff và hai đội xuất sắc nhất lên chơi ở Giải bóng đá hạng ba quốc gia Cộng hòa Síp 1989–90. Có 7 đội xuống chơi ở các giải khu vực.